# Pivalonitrilo
El pivalonitrilo, también llamado trimetilacetonitrilo, 2,2-dimetilpropanonitrilo, 2,2-dimetilpropionitrilo y 2-ciano-2-metilpropano, es un compuesto orgánico de fórmula molecular C5H9N. Es un nitrilo isómero del valeronitrilo aunque, a diferencia de éste, posee un carbono cuaternario unido al grupo funcional C≡N y a tres grupos metilos.

## Propiedades físicas y químicas
A temperatura ambiente, el pivalonitrilo es un líquido incoloro o ligeramente amarillo que no tiene olor.
Tiene su punto de ebullición a 105 °C mientras que su punto de fusión es de 17 °C.
Posee una densidad inferior a la del agua (ρ = 0,757 g/cm³) y es poco soluble en ella, en proporción de 8,4 g/L. Es mucho más soluble en etanol, acetona y tolueno.
En este sentido, el valor del logaritmo de su coeficiente de reparto, logP = 1,08, indica que es más soluble en disolventes apolares —como el octanol— que en agua.
En cuanto a su reactividad, el pivalonitrilo es incompatible con agentes oxidantes y reductores, así como con ácidos y bases fuertes.

## Síntesis y usos
El pivalonitrilo se puede sintetizar por la transformación del correspondiente aldehído —trimetilacetaldehído— a nitrilo usando como reactivo anhídrido polifosfónico (T3P), siendo el rendimiento del proceso cercano al 94%.
Otro método consiste en tratar tert-butanol con una mezcla de NaCN, N-(p-toluenosulfonil)imidazol (TsIm) y trietilamina en presencia de un catalizador de yoduro de tetra-n-butilamonio (TBAI) en DMF a reflujo.
Igualmente, la reacción entre hidrazonas y cloroformiatos da lugar a la formación de sales de hidrazonio, las cuales reaccionan in situ con agua para dar nitrilos de alquilo: ello permite obtener pivalonitrilo a partir de  (E)-trimetilacetaldehido-N,N-dimetilhidrazona con un rendimiento en torno al 87 %.
Otra forma se sintetizar este nitrilo consiste en la deshidratación de 2,2-dimetilpropanamida, reacción catalizada por tamices moleculares de 3 Å o por trióxido de tungsteno en condiciones de pirólisis flash de vacío (FVP).
Se ha usado el pivalonitrilo como disolvente y también como ligando lábil dentro de la química de coordinación. También se ha venido empleando como intermediario en la síntesis orgánica: en presencia de cloruro de titanio(II) y cloruro de zinc experimenta reacciones de acoplamiento con cetonas aromáticas y alifáticas para dar los pinacoles correspondientes.
La ionización y la disociación del pivalonitrilo han sido objeto de estudio, habiéndose constatado que el umbral de ionización no corresponde al ion molecular, sino más bien a diversas formas isómeras, dando como resultado un umbral de disociación por debajo de la energía de ionización adiabática teórica de la molécula.
Otro aspecto investigado de este nitrilo es su condensación con compuestos con un grupo carbonilo, y cómo la base t-Bu-P4 actúa como un excelente catalizador para la misma.

## Precauciones
El pivalonitrilo es un compuesto combustible que tiene su punto de inflamabilidad a 4 °C. Al arder puede liberar humos tóxicos conteniendo óxidos de nitrógeno, monóxido de carbono y cianuro de hidrógeno.
Es una sustancia tóxica si se ingiere o inhala, pudiendo provocar irritación en piel y ojos.